# Голова Христа
Голова Христа, також звана "Голова Саллмана", - це портрет Ісуса з Назарету, написаний у 1940 році американським художником Уорнером Саллманом (1892-1968). Будучи надзвичайно успішним твором християнського народного богослужбового мистецтва, до кінця XX століття вона була відтворено понад півмільярда разів по всьому світу. Збільшені копії роботи були зроблені для церков, а невеликі кишенькові або паперові молитовні картки із зображенням були масово випущені для приватного використання. Вважається, що картина "стала основою для візуалізації Ісуса" для "сот мільйонів" людей.

## Походження
Голова Христа виникла як ескіз вугіллям під назвою "Син Людський", зроблений у 1924 році і проданий для обкладинки "Covenant Companion", деномінаційного журналу євангелічно-ковенантної церкви. Протягом кількох років Саллман виконав кілька варіантів картини, а перша версія олією датується 1935 роком і була написана для святкування п'ятдесятиріччя Євангелічно-ковенантної церкви. 1940 року Саллмана попросили відтворити цю картину студенти теологічної семінарії Північного парку. Цю репродукцію побачили представники Gospel Trumpet Company, видавничого підрозділу Церкви Бога (Андерсон), які створили нову компанію під назвою Kriebel and Bates для продажу робіт Саллмана. Протягом наступних тридцяти років компанія "Крібел і Бейтс" продавала понад 100 робіт Уорнер Саллман. Коли компанія Kriebel and Bates розпалася, авторські права на ці роботи придбали видавництво Warner Press.
Баптистська книгарня спочатку популяризувала живопис, поширюючи літографічні зображення різних розмірів для продажу по всьому півдню США. Армія порятунку та YMCA, як члени USO, роздавали кишенькові версії картини американським військовослужбовцям, які вирушали за кордон під час Другої світової війни. Після війни групи в Оклахомі та Індіані провели кампанії з поширення зображення у приватних та громадських місцях. Один лютеранський організатор в Іллінойсі "сказав, що мають бути "християни з картками", щоб протистояти ефекту "комуністів з картками".

## Особливості
Багато лютеранських і римсько-католицьких християн відзначили похвально картину за прихований хост на лобі "Голови Христа" і потир на його скроні, обидва вказують на Святу Євхаристію. Подібним чином "Голова Христа" стала популярною і серед євангельських християн, оскільки вони вважали, що портрет підкреслює "рятівну силу життя, смерті та воскресіння Ісуса". Девід Морган, професор релігії в Університеті Дьюка, стверджує, що "для багатьох християн часів холодної війни портрет Саллмана дійсно символізував мужнього, мужнього Христа, у той час як для інших він уособлював ближчого та дбайливого Ісуса, особистого рятівника для сучасного часу".

## Пов'язані чудасія
Уорнер Саллман вважав, що його первісний нарис "Голови Христа" був результатом "чудесного бачення, яке зійшло з небес одної пізньої ночі", заявивши, що "відповідь прийшла о 2 годині ночі, січня 1924 року" як "бачення у відповідь на мою молитву до Бога у відчайдушній ситуації”.
Глава Христа також читається в Коптській православній церкві після повідомлення 1991 року, в якому дванадцятилітній Ісаак Айуб з Хьюстона, штат Техас, якому був поставлений діагноз лейкемії, побачив на картині очі Ісуса, проливаючі сльози; о. Ішак Соліман із коптської церкви Святого Марка в Хьюстоне в той же день «засвідчував чудеса», а наступного дня «д-р. Атеф Різкалла, сімейний лікар, оглянув Юношу і підтвердив відсутність слідів лейкемії». З єпископського схвалення єпископа Тадроса з Порт-Саїда і єпископа Юханного з Каїри «голова Христа Саллмана була виставлена в коптській церкві», і «більше п'ятидесяти мірян» відвідали церковь, щоб побачити її.
Крім того, кілька релігійних журналів пояснювали "силу зображення Саллмана" документуючи випадки, як мисливці за головами увидів копію зображення почали тікати всібіч: "крадій, який перевів своє злодіяння, увидів Голову Христа на стіні світлиці". Також подейкують про випадки навернення небоговірних в християнство на божій постелі.

## Зовнішність
У вівтарі Об'єднаної методистської церкви Ель-Буен Самарітано замість традиційного хреста висить велика копія "Голови Христа" Саллмана. Семінарія Святого Франциска де Салеса, римсько-католічний навчальний заклад в Оклахома-Сіті, «попросила і отримала гігантську «Голову Христа», щоб вивести її в кампусі». По словам Девіда Моргана голова Христа "досі зустрічається в протестантських і католицьких церквах, користується популярністю у мормонів, латиноамериканців, коренних американців і афроамериканців, і висить в домах мирян Африки, Латинської Америки, Азії та Східної Європи"..
Голова Христа з'явилася в сценах кількох фільмів, таких як "Діти кукурудзи" (1984), "Тропічна лихоманка" (1991) і "Збірка промінців надії" (2012).